# 선창 (노래)
〈선창(船艙)〉은 1941년에 가수 고운봉이 오케레코드에서 발표한 한국의 트로트 곡이다.
극작가 겸 작사가였던 조명암이 가사를 쓰고, 천재 음악가로 유명한 김해송이 작곡했다. 가수 고운봉은 〈선창〉을 발표할 당시 데뷔한 지 2년이 된 신예급 가수였다. 고운봉은 이 노래를 히트시켜 가수로서의 입지를 굳혔고, 〈선창〉은 고운봉의 대표작으로 남았다.
그러나 광복 후 조명암은 좌익 활동을 하다가 월북하여 조선민주주의인민공화국의 고위직을 거쳤고, 김해송 또한 한국 전쟁 중 행방이 묘연해져 월북설과 납북설이 동시에 떠돌면서 두 사람의 이름은 오랫동안 대한민국에서 언급할 수 없었다. 이 노래는 작사자와 작곡자의 이름을 다른 사람으로 바꾸어 금지곡이 되지 않았다. 제6공화국 수립 이후 월북 예술인이 해금되면서 원래의 작사가와 작곡가를 밝힐 수 있었으며, 그동안 작자로 알려졌던 이들이 소송을 걸어왔으나 결국 원작자가 드러난 일화가 있다.
"울려고 내가 왔던가 웃으려고 왔던가"라는 도입부의 가사가 잘 알려져 있다. 김화랑이 연출한 1960년 영화 《울려고 내가 왔던가》는 이 유명한 가사에서 제목을 따왔다. 이어지는 가사 내용은 비 오는 날 선창가를 거닐며 헤어진 사람과의 행복했던 추억을 되새기는 것이다. 이별의 아픔을 절묘하게 묘사하여 큰 사랑을 받았다.
대한민국에서는 국민적 애창 가요로 남아 있으며, 일제 강점기 동안 발표되어 널리 알려진 곡이라 북조선에서도 '계몽기 가요'로 분류되어 계속 불리는 것으로 알려져 있다.
2000년 고운봉의 고향인 충청남도 예산군 덕산온천에 노래 가사를 새긴 노래비가 세워졌다.

## 가사<ref>21년 5월3일 가요무대에서 선창이 나왔는데 3절까지 나온것이다. 확인바람</ref>
1. 울~려고 내가 왔던가 웃~으려고 왔던가
비~린내 나는 부둣가엔 이슬 맺은 백일홍
그~대와 둘~이서 꽃씨를 심던 그날도
지~금은 어디로 갔나 찬비만 내린다

2. 울~려고 내가 왔던가 웃~으려고 왔던가
울~어본다고 다시 오랴 사나이의 첫 순정
그~대와 둘~이서 희망에 울던 항구를
웃~으며 돌아가련다 물새야 울어라

## 참고자료
- 박성서 (2006년 12월 1일). “길따라 노래비따라 [016] '선창'에서 '마포 종점'까지 - '고운봉가요제' VS 명칭 바뀐 '조명암가요제'”. 한국가요작가협회보. |제목=에 지움 문자가 있음(위치 1) (도움말)
- 이준희 (2003년 10월 13일). “일제 침략전쟁에 동원된 유행가- ‘군국가요’ 다시 보기 (19) - <선창>을 부른 고운봉(1920-2001)”. 오마이뉴스. 2008년 2월 24일에 확인함.
- 이용우 (2005년 5월 25일). ““음악에는 만능선수” 김해송”. 한겨레. 2006년 3월 3일에 원본 문서에서 보존된 문서. 2008년 2월 24일에 확인함.
- “민족의 엘레지 - 50년대까지의 대표가요 특선”. 가요114. 2007년 1월 11일에 원본 문서에서 보존된 문서. 2008년 2월 24일에 확인함.